# Nassarius pagodus
Nassarius pagodus är en snäckart som först beskrevs av Reeve 1844.  Nassarius pagodus ingår i släktet nätsnäckor, och familjen Nassariidae. Inga underarter finns listade i Catalogue of Life.